# Rokitki (jezioro)
Rokitki – śródleśne jezioro rynnowe na Kociewiu, położone w województwie pomorskim, w powiecie starogardzkim, w gminie Skarszewy, na obszarze Pojezierza Kaszubskiego, w kierunku południowo-wschodnim od Skarszew, połączone strugą z jeziorem Duży Mergiel.
Powierzchnia całkowita: 5,6 ha.